# 11148 Einhardress
11148 Einhardress (1997 XO8) là một tiểu hành tinh vành đai chính được phát hiện ngày 7 tháng 12 năm 1997 bởi ODAS ở Caussols.